# Anguimorpha
Gli Anguimorpha sono un sottordine di squamati nominato da Fürbringer nel 1900 per includere tutti gli autarcoglossi più vicini a Varanus e Anguis che a Scincus. Queste lucertole, insieme a iguane e serpenti, costituiscono il proposto "clade velenoso" Toxicofera, che comprende tutti i rettili velenosi.

## Evoluzione
Il più antico membro di anguimorfa la cui apparteneza al clade è sicura è Dorsetisaurus risalente al Giurassico superiore dall'Europa e dal Nord America. Nel 2022, il genere Cryptovaranoides, risalente all'Inghilterra del Triassico superiore (Retico), è stato descritto. Cryptovaranoides fu inizialmente descritto come un anguimorfo del gruppo corona, e quindi il più antico squamato del gruppo corona, 35 milioni di anni più vecchio di qualsiasi squamato del gruppo corona precedentemente noto. Tuttavia, uno studio del 2023 ha scoperto che Cryptovaranoides, molto probabilmente, rappresenta un archosauromorfo che era solo lontanamente imparentato con gli squamati.

## Famiglie

### Anguidae
Ci sono 9 generi all'interno della famiglia Anguidae. Sono caratterizzati dall'essere pesantemente corazzati con squame non sovrapposte e quasi tutti hanno pieghe ventrolaterali ben sviluppate (escluso Anguis). I membri di Anguidae possono, tuttavia, essere un po' difficili da identificare nella loro famiglia, poiché i membri possono essere muniti o meno di arti e possono essere sia vivipari che ovipari. Molti membri di questa famiglia hanno autotomia della coda e denti pterigoidei.

### Anniellidae
Esiste un solo genere all'interno della famiglia Anniellidae, che comprende 6 specie di lucertole senza zampe americane. Sono caratterizzate dall'assenza di arti e possono essere trovate in California e Bassa California. Hanno teste a forma di cuneo e una mascella svasata che consente loro di seppellirsi nella sabbia o nel terreno sciolto, da cui possono bere acqua se il terreno ha una quantità d'acqua superiore al 7%. Danno alla luce piccoli vivi e solitamente partoriscono due cuccioli per volta.

### Diploglossidae
Esistono dodici generi nella famiglia Diploglossidae. Sono caratterizzati da code molto lunghe e autotomiche, arti piccoli e ben sviluppati e nessuna piega ventrolaterale. Hanno denti posteriori bicuspidi. I membri di questa famiglia possono essere sia vivipari che ovipari, a seconda del genere.

### Xenosauridae
Esiste un solo genere, con 14 specie, all'interno della famiglia Xenosauridae. Questa famiglia è ricoperta sia dorsalmente che ventralmente da squame simili a pomelli. La loro coda è lunga circa 1,2 volte il corpo. Partoriscono piccoli vivi, con una cucciolata solitamente composta da due cuccioli, anche se possono averne fino a otto. La gestazione dura da undici a dodici mesi. Sono principalmente insettivori.

### Helodermatidae

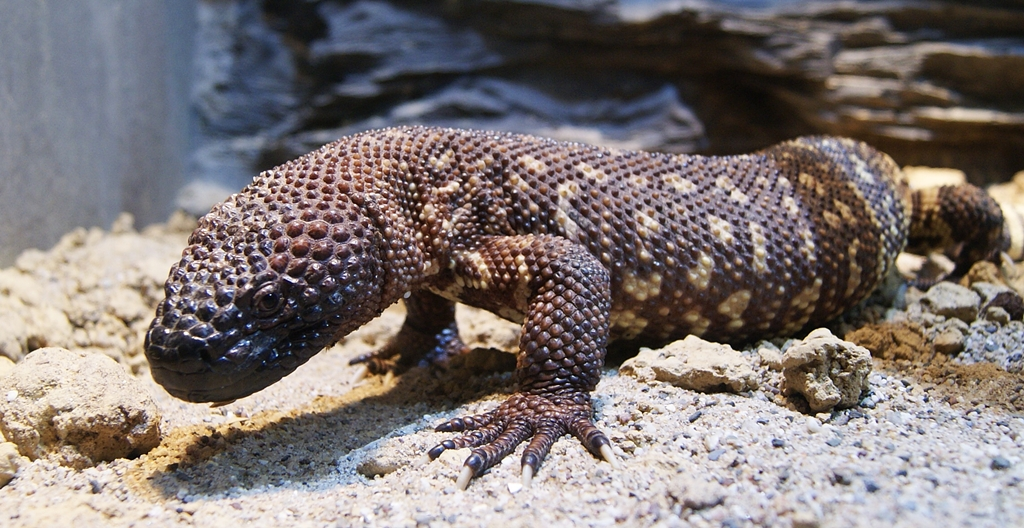
Lucertola perlinata messicana (H. horridum)

La famiglia Helodermatidae comprende un solo genere, Heloderma, con 5 specie assegnate: il mostro di Gila (Heloderma suspectum), la lucertola perlinata di Rio Fuerte (Heloderma exasperatum), la lucertola perlinata messicana (Heloderma horridum), la lucertola perlinata del Chiapas (Heloderma alvarezi) e la lucertola perlinata del Guatemala (Heloderma charlesbogerti). Questa famiglia è l'unica famiglia nota di lucertole che possiede ghiandole velenifere ben sviluppate. Inoltre, le loro code non sono in grado di autotomizzarsi, in quanto sono usate per immagazzinare nutrienti. Hanno squame tubercolari sia dorsalmente che lateralmente, mentre le loro squame ventrali sono lisce e più grandi delle squame dorsali e laterali, gran parte del loro corpo è coperto da osteodermi. Sono ovipari, con in media 6 uova per covata. Queste lucertole possiedono una cintura pettorale, il che significa che devono spingere la preda ingoiata oltre di essa per poterla deglutire. Nonostante questa limitazione, queste lucertole sono state osservate mentre mangiavano prede fino al 33% del loro peso corporeo.

### Shinisauridae
La famiglia Shinisauridae contiene una singola specie vivente, la lucertola coccodrillo cinese (Shinisaurus crocodilurus). Questa specie è semiacquatica e si trova solamente nelle foreste lungo i corsi d'acqua cinesi. Queste lucertole possono trattenere il respiro sott'acqua fino a trenta minuti alla volta. Trovata nella Cina meridionale, questa specie è vivipara, con cucciolate che vanno da 2 a 7 individui. Questa specie ha arti ben sviluppati e ha una coda che è circa 1,2 volte la lunghezza del suo corpo. Il suo nome deriva dall'aspetto corazzato del corpo dell'animale, simile alla corazza di un coccodrillo.

### Lanthanotidae
La famiglia Lanthanotidae è composta da una singola specie, il varano senza orecchie (Lanthanotus borneensis). Questa specie ha una pelle spessa, ricoperta da piccole squame arrotondate che appaiono in file. La principale caratteristica distintiva che distingue questa specie dagli altri varani è la mancanza di un occhio parietale e di un emibacolo. Si presume che la specie sia semiacquatica, ma si sa poco sulle sue abitudini selvatiche, poiché la maggior parte delle informazioni e degli studi provengono da individui in cattività. Si trova solo su un'unica isola al largo della costa di Singapore.

### Varanidae

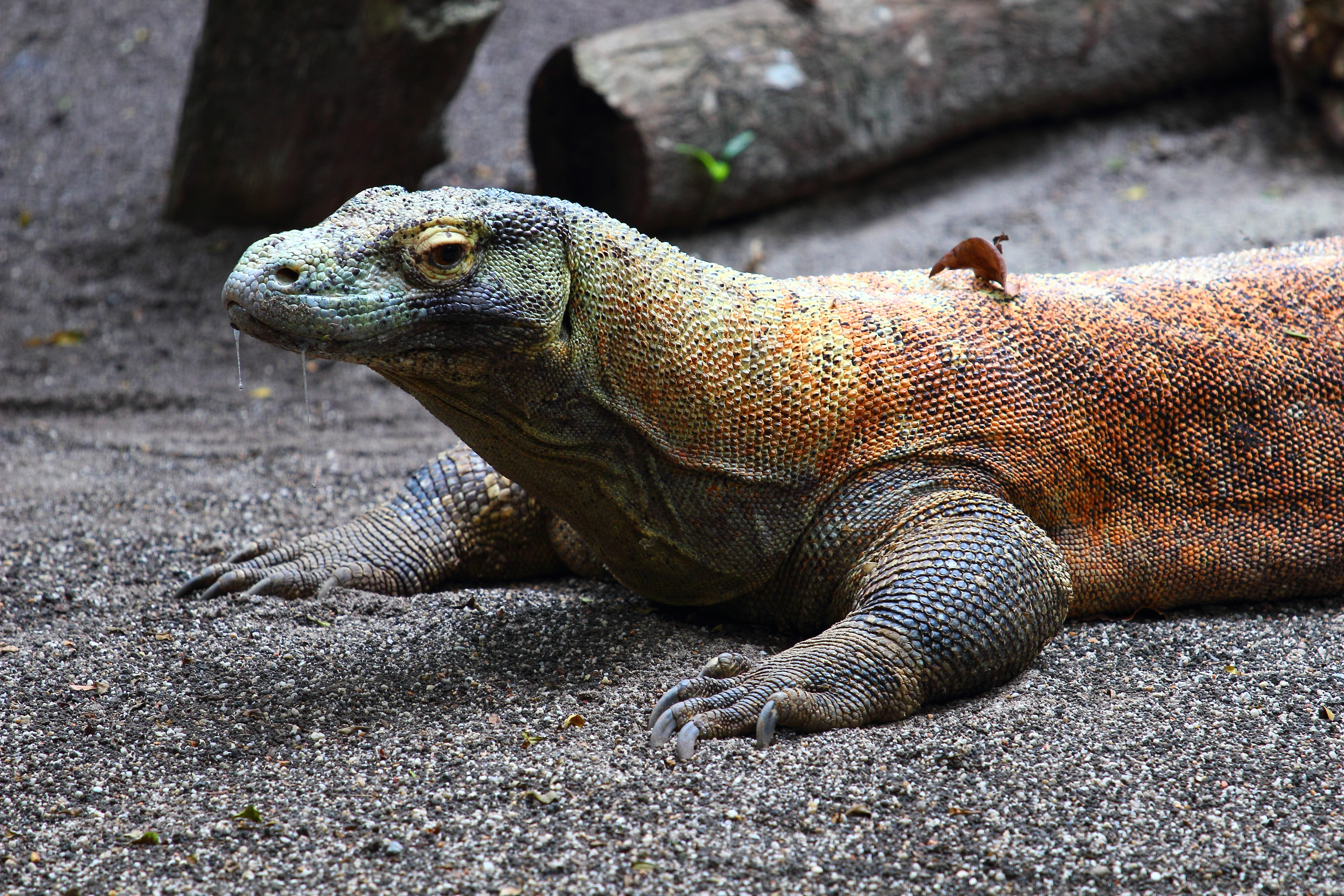
Drago di Komodo (V. komodoensis)

I Varanidae sono una famiglia di grandi lucertole carnivore e frugivore, composta da un singolo genere esistente (Varanus) che contiene 80 specie, tra cui la più grande lucertola esistente, il drago di Komodo (Varanus komodensis), e la più grande lucertola estinta conosciuta, il megalenia (Varanus priscus). Sono caratterizzati dalla loro pelle spessa e piccole squame arrotondate. Le squame ventrali sono leggermente più grandi di quelle dorsali. Hanno un occhio parietale e un emibacolo. Questa famiglia è completamente ovipara, e le dimensioni della covata sono correlate alle dimensioni del corporee. Nessun membro di questa famiglia mostra cure parentali. Hanno anche arti relativamente piccoli per le loro dimensioni corporee. La famiglia è suddivisa in 9 sottogruppi morfologici distinti. Alcune specie di Varanidae, come Varanus komodoensis, sono velenose. Originariamente, si pensava che i batteri patogeni svolgessero un ruolo fondamentale nell'ecologia predatoria del drago di Komodo, tuttavia, la variabilità interindividuale della flora orale in questa specie rende ciò improbabile. Utilizzando una risonanza magnetica per immagini (MRI), uno studio del 2008 ha concluso che i draghi di Komodo hanno ghiandole velenifere mandibolari ben sviluppate e che usano questo veleno per compensare la loro forza del morso relativamente debole. La loro forza del morso, tuttavia, può arrivare fino a 500 psi. Ciò è sorprendente a causa del peso leggero del loro cranio dell'animale, unito ai denti conici e rivolti all'indietro più utili a trattenere la preda.

## Classificazione
Il seguente cladogramma si basa sui risultati ottimali ritrovati da Reeder et al. (2015) nell'analisi filogenetica morfologica + molecolare su larga scala di squamati esistenti e fossili di quell'anno:
|  | †Aiolosaurus |
|  |              |
|  | †Estesia     |
|  |              |

|                  | Lanthanotus                                         |
|                  |                                                     |
| Varanidae        | \| \| †Saniwa \| \| \| \| \| \| Varanus \| \| \| \| |
| sensu Estes 1998 | \| \| †Saniwa \| \| \| \| \| \| Varanus \| \| \| \| |
|                  | †Saniwa                                             |
|                  |                                                     |
|                  | Varanus                                             |
|                  |                                                     |

|  | †Saniwa |
|  |         |
|  | Varanus |
|  |         |

|  | †Aiolosaurus |
|  |              |
|  | †Estesia     |
|  |              |

|                  | Lanthanotus                                         |
|                  |                                                     |
| Varanidae        | \| \| †Saniwa \| \| \| \| \| \| Varanus \| \| \| \| |
| sensu Estes 1998 | \| \| †Saniwa \| \| \| \| \| \| Varanus \| \| \| \| |
|                  | †Saniwa                                             |
|                  |                                                     |
|                  | Varanus                                             |
|                  |                                                     |

|  | †Saniwa |
|  |         |
|  | Varanus |
|  |         |

|  | †Aiolosaurus |
|  |              |
|  | †Estesia     |
|  |              |

|                  | Lanthanotus                                         |
|                  |                                                     |
| Varanidae        | \| \| †Saniwa \| \| \| \| \| \| Varanus \| \| \| \| |
| sensu Estes 1998 | \| \| †Saniwa \| \| \| \| \| \| Varanus \| \| \| \| |
|                  | †Saniwa                                             |
|                  |                                                     |
|                  | Varanus                                             |
|                  |                                                     |

|  | †Saniwa |
|  |         |
|  | Varanus |
|  |         |

|  | †Aiolosaurus |
|  |              |
|  | †Estesia     |
|  |              |

|                  | Lanthanotus                                         |
|                  |                                                     |
| Varanidae        | \| \| †Saniwa \| \| \| \| \| \| Varanus \| \| \| \| |
| sensu Estes 1998 | \| \| †Saniwa \| \| \| \| \| \| Varanus \| \| \| \| |
|                  | †Saniwa                                             |
|                  |                                                     |
|                  | Varanus                                             |
|                  |                                                     |

|  | †Saniwa |
|  |         |
|  | Varanus |
|  |         |

|  | †Glyptosauridae                                          |
|  |                                                          |
|  | Diploglossidae                                           |
|  |                                                          |
|  | \| \| Anniellidae \| \| \| \| \| \| Anguidae \| \| \| \| |
|  |                                                          |
|  | Anniellidae                                              |
|  |                                                          |
|  | Anguidae                                                 |
|  |                                                          |

|  | Anniellidae |
|  |             |
|  | Anguidae    |
|  |             |

|  | †Glyptosauridae                                          |
|  |                                                          |
|  | Diploglossidae                                           |
|  |                                                          |
|  | \| \| Anniellidae \| \| \| \| \| \| Anguidae \| \| \| \| |
|  |                                                          |
|  | Anniellidae                                              |
|  |                                                          |
|  | Anguidae                                                 |
|  |                                                          |

|  | Anniellidae |
|  |             |
|  | Anguidae    |
|  |             |

|  | †Glyptosauridae                                          |
|  |                                                          |
|  | Diploglossidae                                           |
|  |                                                          |
|  | \| \| Anniellidae \| \| \| \| \| \| Anguidae \| \| \| \| |
|  |                                                          |
|  | Anniellidae                                              |
|  |                                                          |
|  | Anguidae                                                 |
|  |                                                          |

|  | Anniellidae |
|  |             |
|  | Anguidae    |
|  |             |

|  | †Glyptosauridae                                          |
|  |                                                          |
|  | Diploglossidae                                           |
|  |                                                          |
|  | \| \| Anniellidae \| \| \| \| \| \| Anguidae \| \| \| \| |
|  |                                                          |
|  | Anniellidae                                              |
|  |                                                          |
|  | Anguidae                                                 |
|  |                                                          |

|  | Anniellidae |
|  |             |
|  | Anguidae    |
|  |             |

|  | †Aiolosaurus |
|  |              |
|  | †Estesia     |
|  |              |

|                  | Lanthanotus                                         |
|                  |                                                     |
| Varanidae        | \| \| †Saniwa \| \| \| \| \| \| Varanus \| \| \| \| |
| sensu Estes 1998 | \| \| †Saniwa \| \| \| \| \| \| Varanus \| \| \| \| |
|                  | †Saniwa                                             |
|                  |                                                     |
|                  | Varanus                                             |
|                  |                                                     |

|  | †Saniwa |
|  |         |
|  | Varanus |
|  |         |

|  | †Aiolosaurus |
|  |              |
|  | †Estesia     |
|  |              |

|                  | Lanthanotus                                         |
|                  |                                                     |
| Varanidae        | \| \| †Saniwa \| \| \| \| \| \| Varanus \| \| \| \| |
| sensu Estes 1998 | \| \| †Saniwa \| \| \| \| \| \| Varanus \| \| \| \| |
|                  | †Saniwa                                             |
|                  |                                                     |
|                  | Varanus                                             |
|                  |                                                     |

|  | †Saniwa |
|  |         |
|  | Varanus |
|  |         |

|  | †Aiolosaurus |
|  |              |
|  | †Estesia     |
|  |              |

|                  | Lanthanotus                                         |
|                  |                                                     |
| Varanidae        | \| \| †Saniwa \| \| \| \| \| \| Varanus \| \| \| \| |
| sensu Estes 1998 | \| \| †Saniwa \| \| \| \| \| \| Varanus \| \| \| \| |
|                  | †Saniwa                                             |
|                  |                                                     |
|                  | Varanus                                             |
|                  |                                                     |

|  | †Saniwa |
|  |         |
|  | Varanus |
|  |         |

|  | †Aiolosaurus |
|  |              |
|  | †Estesia     |
|  |              |

|                  | Lanthanotus                                         |
|                  |                                                     |
| Varanidae        | \| \| †Saniwa \| \| \| \| \| \| Varanus \| \| \| \| |
| sensu Estes 1998 | \| \| †Saniwa \| \| \| \| \| \| Varanus \| \| \| \| |
|                  | †Saniwa                                             |
|                  |                                                     |
|                  | Varanus                                             |
|                  |                                                     |

|  | †Saniwa |
|  |         |
|  | Varanus |
|  |         |

|  | †Glyptosauridae                                          |
|  |                                                          |
|  | Diploglossidae                                           |
|  |                                                          |
|  | \| \| Anniellidae \| \| \| \| \| \| Anguidae \| \| \| \| |
|  |                                                          |
|  | Anniellidae                                              |
|  |                                                          |
|  | Anguidae                                                 |
|  |                                                          |

|  | Anniellidae |
|  |             |
|  | Anguidae    |
|  |             |

|  | †Glyptosauridae                                          |
|  |                                                          |
|  | Diploglossidae                                           |
|  |                                                          |
|  | \| \| Anniellidae \| \| \| \| \| \| Anguidae \| \| \| \| |
|  |                                                          |
|  | Anniellidae                                              |
|  |                                                          |
|  | Anguidae                                                 |
|  |                                                          |

|  | Anniellidae |
|  |             |
|  | Anguidae    |
|  |             |

|  | †Glyptosauridae                                          |
|  |                                                          |
|  | Diploglossidae                                           |
|  |                                                          |
|  | \| \| Anniellidae \| \| \| \| \| \| Anguidae \| \| \| \| |
|  |                                                          |
|  | Anniellidae                                              |
|  |                                                          |
|  | Anguidae                                                 |
|  |                                                          |

|  | Anniellidae |
|  |             |
|  | Anguidae    |
|  |             |

|  | †Glyptosauridae                                          |
|  |                                                          |
|  | Diploglossidae                                           |
|  |                                                          |
|  | \| \| Anniellidae \| \| \| \| \| \| Anguidae \| \| \| \| |
|  |                                                          |
|  | Anniellidae                                              |
|  |                                                          |
|  | Anguidae                                                 |
|  |                                                          |

|  | Anniellidae |
|  |             |
|  | Anguidae    |
|  |             |

Molti studi filogenetici hanno anche recuperato gli estinti mosasauri all'interno di Anguimorpha.